# Darling Point

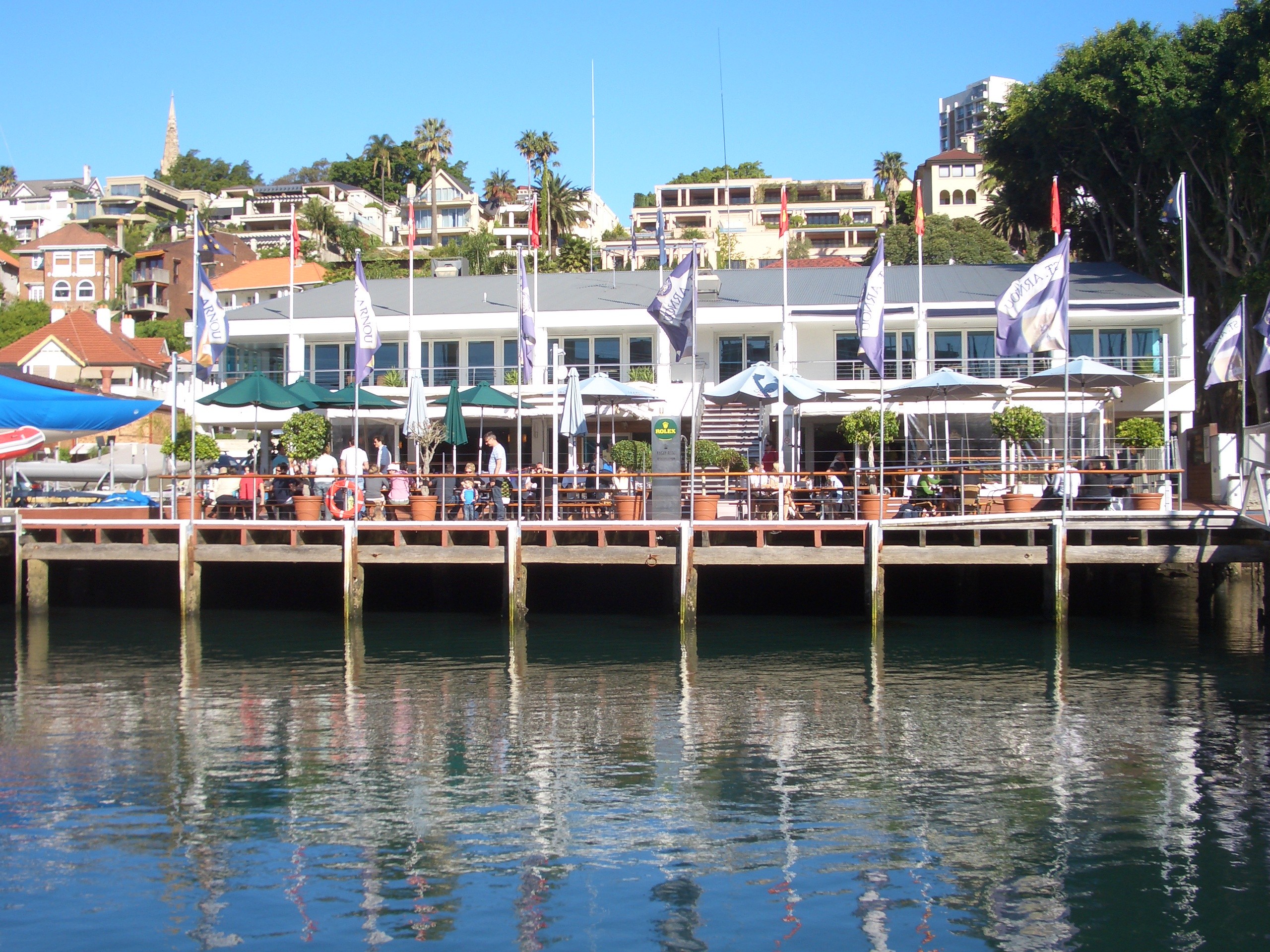
Cruising Yacht Club of Australia

Darling Point ist ein Vorort im Osten von Sydney im lokalen Verwaltungsgebiet Woollahra Municipality im australischen Bundesstaat New South Wales. Bei der Volkszählung 2021 lebten 3977 Menschen in Darling Point.

## Geographie
Darling Point ist eine Halbinsel an der Südküste von Port Jackson, dem natürlichen Hafen von Sydney. Sie liegt rund zweieinhalb Kilometer östlich von der Innenstadt von Sydney. Im Westen grenzt Darling Point an Rushcutters Bay, im Osten an Double Bay und im Süden an Edgecliff.
Die Halbinsel ist bis zu 600 Meter breit und nur wenig länger. An ihrer Westseite liegt der Yarranabbe Park, an der Nordspitze der kleine McKell Park.

## Geschichte
Das heutige Gebiet von Darling Point war den lokalen Aborigines ursprünglich als Eurambi, Yarranabbi, Yarrandabbi und Yaranabe bekannt. Es wurde zu Ehren von Eliza Darling, der Ehefrau des siebten Gouverneurs von New South Wales, Ralph Darling, in Darling Point benannt.

## Bevölkerung

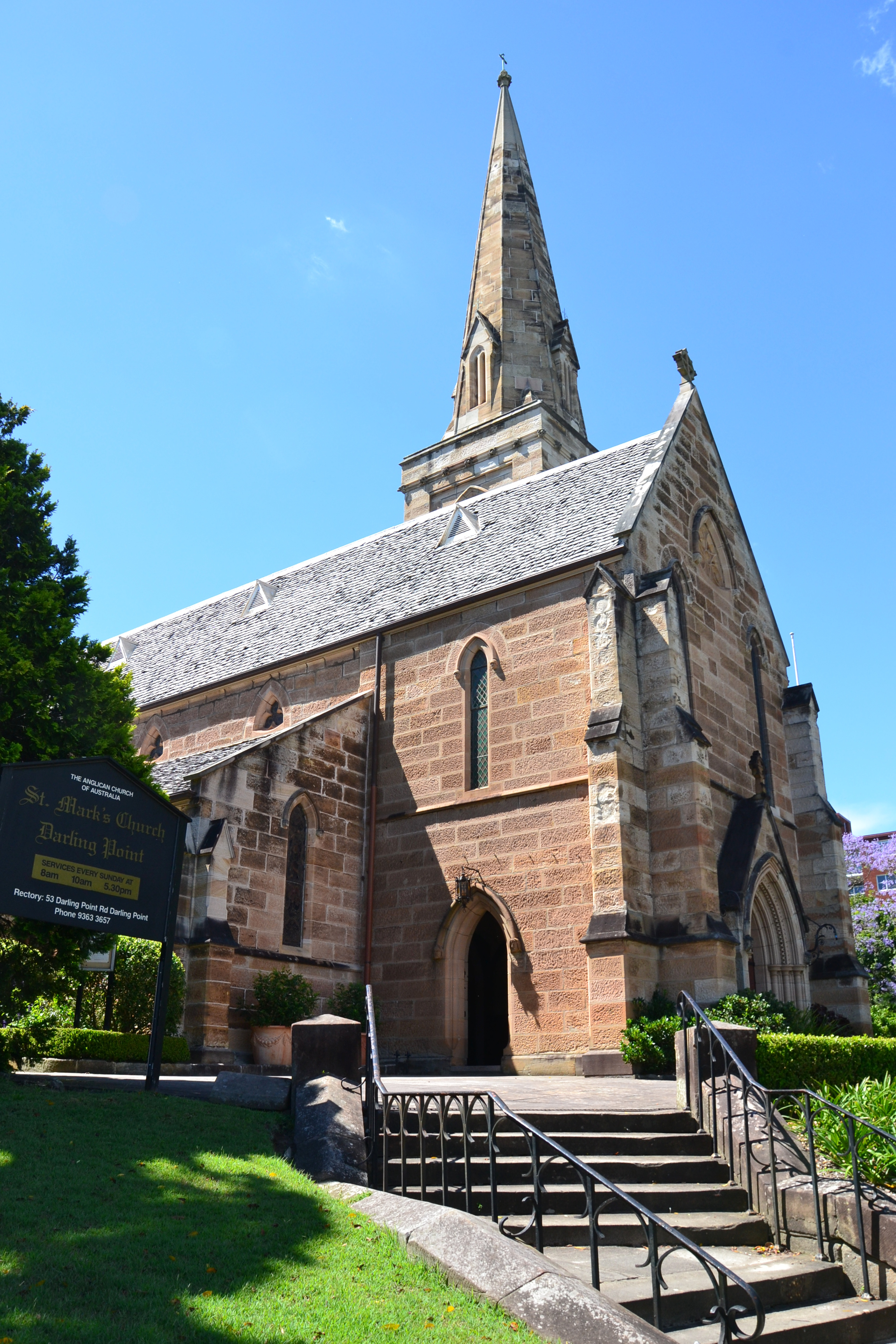
St Marks Anglican Church

Bei der Volkszählung 2021 betrug die Bevölkerung von Darling Point 3977. Die häufigsten Herkunftsländer in Darling Point waren Englisch (36,2 %), Australier (23,4 %), Irisch (13,5 %), Schottisch 11,1 % und Chinesisch 5,8 %. 59,5 % der Bewohner wurden in Australien geboren. Die häufigsten anderen Geburtsländer waren England mit 6,1 %, Südafrika mit 3,3 % und Neuseeland mit 3,1 %. 80,3 % der Menschen sprachen zu Hause nur Englisch.

## Sehenswürdigkeiten

### Craigend
Craigend liegt in der Nähe des McKell Park und ist ein 1935 im maurischen und Art-déco-Stil erbautes Herrenhaus, das ein Paar Türen aus einer antiken Moschee in Sansibar und einen traditionellen japanischen Garten umfasst. 1948 wurde das Anwesen von der US-Regierung als offizielle Residenz des Generalkonsuls erworben. Es wurde später wieder in den privaten Sektor verkauft. 1975 diente das Gebäude als Drehort für das Versteck des Bösewichts im Hongkong/Australischen Co-Produktionsfilm The Man from Hong Kong. Es steht unter Denkmalschutz.

### Carthona
Die 1841 für den Generalvermesser Thomas Livingstone Mitchell erbaute am Hafen Sandsteinvilla Carthona befindet sich am Ende der Carthona Avenue. Es ist im Besitz der Nachfahren des Teehändlers Philip Bushell gehalten, der 1954 in diesem Haus starb. Es steht unter Denkmalschutz.

### Glanworth
Im Jahr 1966 zahlte James Fairfax 240.000 Dollar für den Kauf von Glanworth in der Lindsay Avenue. Das von Joseph Alexander Kethel entworfene Haus wurde 1916 für Peter Britz, einen Amerikaner aus Buffalo, auf einem Grundstück des Lindsay Estate erbaut und war ursprünglich als Youbri bekannt. Es ist ein seltenes Beispiel eines amerikanischen Plantagenhauses mit tiefen Veranden und übergroßen Betonsäulen und -pfeilern aus der Zeit vor dem Amerikanischen Bürgerkrieg. Fairfax besaß das Haus 28 Jahre lang und verkaufte es für 8,5 Millionen Dollar an einen singapurischen Hotelmagnaten, der es 1998 für 9,5 Millionen Dollar an Kerry Stokes weiterverkaufte.